# Tiquinho
Onofre Aluísio Batista, mais conhecido como Tiquinho (Rio de Janeiro, 7 de janeiro de 1956 — Maracanaú,15 de junho de 2009), foi um ex-futebolista brasileiro que atuou como atacante.

## Carreira
Tiquinho iniciou sua carreira profissional no Botafogo do Rio de Janeiro em 1975. Ele estreou no Campeonato Brasileiro pelo Botafogo no dia 29 de novembro de 1975, na vitória por 2–1 sobre o Guarani de Campinas. Foi uma estreia de sucesso, pois Tiquinho marcou um dos gols da vitória. No seu segundo jogo Tiquinho foi ainda mais bem sucedido, quando que ele marcou dois gols contra o Nacional-AM. Apesar do início bem sucedido no Botafogo, Tiquinho logo foi para o Treze de Campina Grande. Em 1977 ele retornou ao Botafogo, mas depois de jogar quatro partidas foi vendido para o Ceará, de Fortaleza. No Ceará ganhou o Campeonato Estadual de 1978. Em 1980 ele retornou ao Botafogo, em seguida, apareceu brevemente no Remo de Belém, Fortaleza e no Ceará novamente. De 1982 a 1984, ele atuou no Rio Negro-AM de Manaus. No Rio Negro venceu o Campeonato Amazonense de 1982.
Ele encerrou sua carreira no Nacional-AM, em 1985. Tiquinho fez sua última partida pelo Campeonato Brasileiro no dia 21 de abril de 1985, quando o Nacional venceu o Botafogo-PB por 2–1. Seu adeus foi um sucesso, pois Tiquinho marcou um dos gols. Entre os anos de 1975 e 1985, ele atuou no campeonato nacional em 96 partidas, marcando 16 gols ao todo.

## Seleção brasileira
Entre os anos de 1975 e 1976, Tiquinho defendeu a seleção de novos do Brasil. No total foram quatro jogos e 1 gol marcado, que aconteceu no dia 14 de outubro de 1975, quando o Brasil bateu a Costa Rica por 3–1 em partida válida pelo Pan-americano do México. Ao final do torneio, o Brasil conquistou a medalha de ouro.

## Morte
No dia 15 de junho de 2009, Tiquinho foi encontrado morto em sua casa em Maracanaú, Ceará. Aos 53 anos de idade ele morreu em decorrência de doenças causadas pelo consumo em excessivo de bebidas alcoólicas.

## Títulos
Ceará
- Campeonato Cearense: 1978

Rio Negro-AM
- Campeonato Amazonense: 1982

Brasil
- Jogos Pan-Americanos: 1975
- Torneio Pré-Olímpico: 1976